# Mușchi temporoparietal
Temporoparietalul (latină: musculus temporoparietalis) este un mușchi de mărime variabilă care se extinde între burta frontală a epicraniului și muschii auriculari anterior și superior ai urechii. Are originea pe marginea laterală a aponevrozei epicraniene și inserția terminală pe cartilajele pavilionului urechii. Gradul de dezvoltare a temporoparietalului variază. La unii indivizi, este foarte subțire; la alții, este inexistent.
Când temporoparietalul se contractă, acesta trage în sus fascia temporală spre aponevroza epicraniană, ceea ce determină ridicarea urechii. Deoarece fibrele temporoparietalului se atașează aponevrozei epicraniene, atunci când temporoparietalul se contractă, acesta exercită o forță de tragere asupra aponevrozei, determinând întinderea pielii scalpului.
Inervația temporoparietalului este dată de ramura temporală a nervului facial. Este vascularizat de arterele temporală superficială și auriculară posterioară, ramuri ale arterei carotide externe.